# باتريك جوزيف ماكغفرن
باتريك جوزيف ماكغفرن (بالإنجليزية: Patrick Joseph McGovern) هو مخترِع وشخصية أعمال أمريكي، ولد في 11 أغسطس 1937 في كوينز في الولايات المتحدة، وتوفي في 19 مارس 2014 في بالو ألتو في الولايات المتحدة.